# Cap d'Ajo
Le cap d'Ajo est le cap le plus septentrional et l'un des plus accidentés de la côte de Cantabrie.
Il est situé sur le territoire de la commune de Bareyo et fait partie d'une zone de protection spéciale pour les oiseaux.
Depuis le cap d'Ajo, on peut apercevoir la Baie de Santander à l'ouest, la ria de Ajo à l'est et la Cordillère Cantabrique au sud.
Le phare d'Ajo a une portée de 17 milles nautiques.